# Billy Bob Thornton
Billy Bob Thornton (Hot Springs, 4 agosto 1955) è un attore, sceneggiatore, regista e musicista statunitense.
Scrittore, sceneggiatore, regista e interprete di un film a basso costo, Lama tagliente (1996), è stato candidato al Premio Oscar nella categoria migliore attore e ha vinto la statuetta nella categoria migliore sceneggiatura non originale. Nel 2016 ha vinto il Golden Globe come miglior attore tv in una miniserie per Fargo e nel 2017 ne ha vinto un altro come miglior attore in una serie drammatica per la sua interpretazione in Goliath.

## Biografia
Thornton nasce ad Hot Springs, nell'Arkansas, il 4 agosto del 1955, figlio di William Raymond Thornton, un insegnante di educazione fisica, soprannominato dagli amici Billy Ray, e di Virginia Roberta Faulkner, un medico; suo padre morì quando aveva 18 anni. Ha due fratelli, Jimmy Don (1958-1988, morto a 30 anni per un infarto) e John David.
Nel 1981, dopo alcune esperienze musicali nel gruppo da lui formato, i Tres Hombres, si trasferì a Los Angeles, in cerca di audizioni. Dopo diverse apparizioni di minore importanza in sit-com statunitensi e pellicole cinematografiche, dovette attendere il 1996 per ottenere riconoscimenti personali di alto livello. Si impose all'attenzione internazionale dopo aver scritto, diretto, e interpretato il film indipendente Lama tagliente (1996), per il quale ha vinto l'Oscar alla migliore sceneggiatura non originale e il Writers Guild of America Award, ottenendo la candidatura all'Oscar come miglior attore.
È apparso in diversi ruoli importanti, nel film di Oliver Stone U Turn - Inversione di marcia (1997), nel dramma politico I colori della vittoria (1998), nel fantascientifico Armageddon (1998), che è stato il film di maggior incasso di quell'anno, e in Soldi sporchi (1998), il dramma che gli è valso la sua terza candidatura agli Oscar come miglior attore non protagonista.
Negli anni 2000 ha raggiunto un ulteriore successo in L'uomo che non c'era (2001), Friday Night Lights (2004), nelle commedie Bandits (2001), Prima ti sposo poi ti rovino (2003), e in Babbo bastardo. Nel 2014 ha iniziato a interpretare la parte dello spietato sicario Lorne Malvo nella serie televisiva Fargo, ispirata al film dei fratelli Coen. Per questa interpretazione ha vinto il Critics' Choice come miglior attore in una mini-serie televisiva.
Thornton ha ricevuto un premio speciale dal National Board of Review e una stella sulla Hollywood Walk of Fame. È stato candidato quattro volte al Golden Globe e tre volte al Screen Actors Guild. Oltre al lavoro cinematografico, Thornton ha iniziato una carriera come cantautore. Ha pubblicato quattro album da solista ed è il cantante del gruppo rock blues Boxmasters.

## Vita privata
Cugino dei wrestler Dory Funk Jr. e Terry Funk, si è sposato sei volte: prima dal 1978 al 1980 con Melissa Lee Gatlin da cui ha avuto una figlia, Amanda (1979); poi nel 1986 con l'attrice Toni Lawrence: i due si separarono un anno dopo per poi divorziare l'anno seguente, nel 1988; poi dal 1990 al 1992 con l'attrice Cynda Williams, che aveva conosciuto sul set di Qualcuno sta per morire; nel 1993 ha sposato la modella Pietra Dawn Cherniak, con cui ha avuto due figli, Harry James (1993) e William (1994), ma nel 1997 i due divorziarono, con Pietra che accusò l'attore di violenza domestica; dal 2000 al 2003 è stato sposato con l'attrice Angelina Jolie, che aveva conosciuto sul set di Falso tracciato; nel 2014, dopo 11 anni di fidanzamento si è sposato con la burattinaia Connie Angland, da cui ha avuto una figlia, Bella (2004).

## Filmografia

### Attore

#### Cinema
- A sud di Reno (South of Reno), regia di Mark Rezyka (1988)
- Chrome Hearts, regia di Dan Hoskins (1989)
- Giorni di gloria... giorni d'amore (For the Boys), regia di Mark Rydell (1991)
- Qualcuno sta per morire (One False Move), regia di Carl Franklin (1992)
- Harry e Kit (Trouble Bound), regia di Jeffrey Reiner (1993)
- Patto di sangue (Bound By Honor / Blood In Blood Out), regia di Taylor Hackford (1993)
- Proposta indecente (Indecent Proposal), regia di Adrian Lyne (1993)
- Tombstone, regia di George Pan Cosmatos (1993)
- Sfida tra i ghiacci (On Deadly Ground), regia di Steven Seagal (1994)
- Dead Man, regia di Jim Jarmusch (1995)
- Lama tagliente (Sling Blade), regia di Billy Bob Thornton (1996)
- Il vincitore (The Winner), regia di Alex Cox (1996)
- U Turn - Inversione di marcia (U Turn), regia di Oliver Stone (1997)
- L'apostolo (The Apostle), regia di Robert Duvall (1997)
- I colori della vittoria (Primary Colors), regia di Mike Nichols (1998)
- Armageddon - Giudizio finale (Armageddon), regia di Michael Bay (1998)
- Soldi sporchi (A Simple Plan), regia di Sam Raimi (1998)
- Homegrown - I piantasoldi (Homegrown), regia di Stephen Gyllenhaal (1998)
- Falso tracciato (Pushing Tin), regia di Mike Newell (1999)
- L'uomo che non c'era (The Man Who Wasn't There), regia di Joel ed Ethan Coen (2001)
- Daddy & Them - Una famiglia di pecore nere (Daddy and Them), regia di Billy Bob Thornton (2001)
- Bandits (Bandits), regia di Barry Levinson (2001)
- Monster's Ball - L'ombra della vita (Monster's Ball), regia di Marc Forster (2001)
- The Badge - Inchiesta scandalo (The Badge), regia di Robby Henson (2002)
- Amici di... letti (Waking Up in Reno), regia di Jordan Brady (2002)
- Levity, regia di Ed Solomon (2003)
- Prima ti sposo poi ti rovino (Intolerable Cruelty), regia di Joel ed Ethan Coen (2003)
- Love Actually - L'amore davvero (Love Actually), regia di Richard Curtis (2003)
- Babbo bastardo (Bad Santa), regia di Terry Zwigoff (2003)
- Alamo - Gli ultimi eroi (The Alamo), regia di John Lee Hancock (2004)
- Friday Night Lights, regia di Peter Berg (2004)
- Bad News Bears - Che botte se incontri gli Orsi (Bad News Bears), regia di Richard Linklater (2005)
- The Ice Harvest, regia di Harold Ramis (2005)
- Scuola per canaglie (School for Scoundrels), regia di Todd Phillips (2006)
- The Astronaut Farmer, regia di Michael Polish (2006)
- Mr. Woodcock, regia di Craig Gillespie (2007)
- Eagle Eye, regia di D.J. Caruso (2008)
- The Informers - Vite oltre il limite, regia di Gregor Jordan (2008)
- Il profumo del successo (The Smell of Success), regia di Michael Polish (2009)
- Faster, regia di George Tillman Jr. (2010)
- Jayne Mansfield's Car - L'ultimo desiderio (Jayne Mansfield's Car), regia di Billy Bob Thornton (2012)
- The Baytown Outlaws - I fuorilegge (The Baytown Outlaws), regia di Barry Battles (2012)
- Parkland, regia di Peter Landesman (2013)
- Cut Bank - Crimine chiama crimine (Cut Bank), regia di Matt Shakman (2014)
- The Judge, regia di David Dobkin (2014)
- Entourage, regia di Doug Ellin (2015)
- Il labirinto del Grizzly (Into the Grizzly Maze), regia di David Hackl (2015)
- All'ultimo voto (Our Brand is Crisis), regia di David Gordon Green (2015)
- Whiskey Tango Foxtrot, regia di Glenn Ficarra e John Requa (2016)
- Babbo bastardo 2 (Bad Santa 2), regia di Mark Waters (2016)
- London Fields, regia di Mathew Cullen (2018)
- A Million Little Pieces, regia di Sam Taylor-Johnson (2018)
- The Gray Man, regia di Anthony e Joe Russo (2022)
- La vetta del diavolo (Devil's Peak), regia di Ben Young (2023)

#### Televisione
- Non guardare indietro (Don't Look Back), regia di Geoff Murphy (1996)
- Fargo – serie TV, 10 episodi (2014)
- The Big Bang Theory – serie TV, episodio 8x07 (2014)
- Goliath – serie TV, 32 episodi (2016-2021)
- 1883 – miniserie TV, puntata 2 (2021)
- Landman – serie TV, 10 episodi (2024)

### Doppiatore
- Deadly Creatures – videogioco, voce di Wade (2008)
- Il gatto con gli stivali (Puss in Boots), regia di Chris Miller (2011) – voce di Jack

### Sceneggiatore
- Qualcuno sta per morire (1992)
- Some Folks Call It a Sling Blade (1994)
- Lama tagliente (1996)
- Non guardare indietro - film TV (1996)
- A Family Thing (1996)
- The Gift - Il dono (2000)
- Camouflage - Professione detective (2001)
- Daddy & Them - Una famiglia di pecore nere (Daddy and Them), regia di Billy Bob Thorton (2001)
- Jayne Mansfield's Car - L'ultimo desiderio (Jayne Mansfield's Car), regia di Billy Bob Thornton (2012)

### Regista
- Widespread Panic: Live from the Georgia Theatre, Athens, GA (1991)
- Lama tagliente (1996)
- Passione ribelle (2000)
- Daddy & Them - Una famiglia di pecore nere (Daddy and Them; 2001)
- Jayne Mansfield's Car - L'ultimo desiderio (Jayne Mansfield's Car) (2012)

## Riconoscimenti
- Premio Oscar
  - 1997 – Candidatura al miglior attore per Lama tagliente
  - 1997 – Miglior sceneggiatura non originale per Lama tagliente
  - 1999 – Candidatura al miglior attore non protagonista per Soldi sporchi

- Golden Globe
  - 1999 – Candidatura al miglior attore non protagonista per Soldi sporchi
  - 2002 – Candidatura al miglior attore in un film drammatico per L'uomo che non c'era
  - 2002 – Candidatura al miglior attore in un film commedia o musicale per Bandits
  - 2004 – Candidatura al miglior attore in un film commedia o musicale per Babbo bastardo
  - 2015 – Miglior attore in una mini-serie o film per la televisione per Fargo
  - 2017 – Miglior attore in una serie drammatica per Goliath

- Primetime Emmy Awards
  - 2014 – Candidatura al miglior attore protagonista in una miniserie o film per Fargo

- Screen Actors Guild Awards
  - 1997 – Candidatura al miglior attore cinematografico per Lama tagliente
  - 1997 – Candidatura al miglior cast cinematografico per Lama tagliente
  - 1999 – Candidatura al miglior attore non protagonista cinematografico per Soldi sporchi
  - 2015 – Candidatura al miglior attore in una miniserie o film per la televisione per Fargo

## Doppiatori italiani
Nelle versioni in italiano delle opere in cui ha recitato, Billy Bob Thornton è stato doppiato da:
- Ennio Coltorti in Amici di... letti, Prima ti sposo poi ti rovino, Babbo bastardo, Alamo - Gli ultimi eroi, The Judge, Il labirinto del Grizzly, Babbo bastardo 2, London Fields, The Gray Man, La vetta del diavolo
- Fabrizio Pucci ne Il vincitore, Falso tracciato, Love Actually - L'amore davvero, Bad News Bears - Che botte se incontri gli Orsi, Fargo, Entourage, All'ultimo voto
- Marco Mete in Levity, The Baytown Outlaws - I fuorilegge, Golia, 1883, Landman
- Angelo Nicotra in U Turn - Inversione di marcia, I colori della vittoria, Homegrown - I piantasoldi, Faster
- Sandro Acerbo in Giorni di gloria... giorni d'amore, Patto di sangue, Daddy & Them - Una famiglia di pecore nere, The Informers - Vite oltre il limite
- Roberto Pedicini in Scuola per canaglie
- Ambrogio Colombo in Armageddon - Giudizio finale, Cut Bank - Crimine chiama crimine
- Antonio Palumbo in Friday Night Lights, Eagle Eye
- Claudio Fattoretto in Sfida tra i ghiacci
- Glauco Onorato in Dead Man
- Mario Valgoi in Lama tagliente
- Gianni Williams in Soldi sporchi
- Adalberto Maria Merli ne L'uomo che non c'era
- Teo Bellia in Bandits
- Massimo Wertmüller in Monster's Ball - L'ombra della vita
- Stefano De Sando in The Badge - Inchiesta scandalo
- Massimo Lodolo in The Ice Harvest
- Toni Orlandi in The Big Bang Theory
- Claudio Sorrentino ne Il profumo del successo
- Andrea Ward in Jayne Mansfield's Car - L'ultimo desiderio
- Giorgio Lopez in Parkland
- Gerolamo Alchieri in Whiskey Tango Foxtrot

Da doppiatore è sostituito da:
- Fabrizio Pucci in American Dad!
- Alberto Olivero in Deadly Creatures
- Rodolfo Bianchi ne Il gatto con gli stivali